# Station Trzebiechów
Station Trzebiechów was een spoorwegstation in de Poolse plaats Trzebiechów. Het treinverkeer is gestaakt in 1988, in 2004 is de lijn opgebroken.